# Calera de León
Calera de León és un municipi de la província de Badajoz, a la comunitat autònoma d'Extremadura.